# 德島機場
德島機場（日语： Tokushima hikōjō */?）位於德島縣板野郡松茂町。本飛行場同時是日本海上自衛隊的德島航空基地。

## 歷史
- 1941年：開設德島海軍航空隊機場。
- 1962年10月19日：政府指定為民航機場，東京/羽田、大阪/伊丹（至2002年）、高知（至1973年）線開航。
- 1966年10月：第一代航廈啟用。
- 1967年2月15日：停機坪、滑行道完工，作為民用航空使用，鹿兒島線開（至1974年）。
- 1983年：往東京國際機場開始使用噴射機。
- 1987年：跑道由1,500公尺延長至2,000公尺，首次運行國際包機。
- 1989年：第二代航廈啟用。
- 1994年：全日本空輸福岡開航。
- 1996年：札幌/新千歲線（至2010年）、名古屋/小牧線（2005年移至中部，現已停辦）開航。
- 1997年：鹿兒島線復航。
- 1998年：鹿兒島線停辦。航廈增建改建工程完成。
- 2000年：大阪/關西線開航（同年11月停辦）。
- 2003年：全日本空輸東京/羽田線停辦，天馬航空東京/羽田線開航（至2006年）。
- 2006年9月30日：啟用以來持續飛航的YS-11螺旋槳飛機停飛。
- 2010年：延長至2500公尺的跑道及第三代航廈啟用。
- 2010年10月31日：東京國際機場第四條跑道開放，全日本空輸東京/羽田線復航。
- 2014年8月：日本航空札幌/新千歲之季節性航線復航。
- 2016年7月1日：由日本空中通勤營運之福岡線移轉至由J-Air營運之日本航空。
- 2018年1月21日：第三代航廈擴建，可提供國際服務功能。
- 2018年12月19日：首條國際定期航線（冬季運行）開航（香港）。

## 航空公司與航點
| 航空公司   | 目的地                              |
| ---------- | ----------------------------------- |
| 日本航空   | 東京/羽田、福岡 季節性：札幌/新千歲 |
| 全日本空輸 | 東京/羽田                           |
| 大灣區航空 | 香港（2025年9月1日停辦）            |
| 易斯達航空 | 首爾/仁川                           |

## 外部連結
- 官方網站 （页面存档备份，存于）（日語）（英文）（繁體中文）（简体中文）
- 海上自衛隊 德島教育航空群 （页面存档备份，存于）（日語）
- 谷歌地圖